# مقلع (تيزي وزو)
مقلع إحدى الثلاث بلديات دائرة مقلع التابعة لولاية تيزي وزو الجزائرية. أسست هذه البلدية في 28 فيفري 1887.

## الموقع الجغرافي
تتوسط مقلع أراضي ولاية تيزي وزو حيث تقع على قرابة 27 كيلومتر شرق مقر الولاية. تحدها شرقا بلدية ايت خليلي التابعة لنفس الدائرة (مقلع). ومن الغرب بلدية ايت اومالو وتيزي راشد التابعة لدائرة تيزي راشد وكذلك بلدية أيت قواشة التابعة لدائرة الأربعاء نايث إيراثن. اما شمالا فتحدها بلديتا فريحة وعزازقة التابعة لدائرة عزازقة. وجنوبا بلدية ايت يحيى التابعة لدائرة عين الحمام.

## القرى التابعة لبلدية مقلع
تتكون بلدية مقلع من 25 قرية وهي
- مقلع
- جمعة نسحاريج
- المسلوب
- لعناصر
- شعايب
- شعوفة
- اقماضن
- اث منصور
- اث موسى
- امازول
- لعزيب ناث سعادة
- تيزي نترقة
- ثالا كامرا
- معاوية
- ثيقرين
- ثاوريرث عادن
- ثاليوين
- اقوني بوعفير
- لغروس
- بو زحرير
- اغولفان
- محمود
- اث مكي
- اولحاجن
- ايت اعيش

## أعلام
- سعيد بلكلام

## مواضيع ذات صلة
- بلديات ولاية تيزي وزو
- دوائر ولاية تيزي وزو